# 公园大道历史区
公园大道历史区（英語：Park Avenue Historic District）是一个历史区，位于密歇根州底特律，范围包括亚当斯街和75号州际公路之间的公园大道。该区包括女子城市俱乐部、底特律大厦和公园大道之家。1996年，该区域被指定为密歇根州立历史遗址，并于1997年被列入国家史迹名录。

## 历史
1920年代，底特律著名的大马戏团公园挤满了建筑物。城市中的汽车热潮增加了办公空间的压力，开发开始从大马戏团公园向北延伸到公园大道。1922年，阿尔伯特·卡恩设计了公园大道大厦，位于公园大道入口处（但包含在邻近的大马戏团公园历史区内）。其他建筑师和工匠为公园大道上的建筑贡献了酒店、公寓楼和办公楼。
1923年，公园大道协会（Park Avenue Association ）成立。他们规划街道，将高端商业和办公空间集中在南端，而著名的住宅开发集中在北端。随着该地区的发展，底特律人有意识地将其视为纽约第五大道的该城市版。